# Амилахвари, Андукапар
Андукапар Амилахвари (груз.: ანდუყაფარ ამილახორი) также Абдул-Каффар Амилахори (фарси: عبدالقفار امیلخوری; ум. 1626) — грузинский политический деятель начала XVII века. Из княжеской семьи Амилахвари из Картлийского царства, видный деятель на службе в Сефевидской Персии.

## Биография
Андукапар Амилахвари был воспитан при дворе Сефевидов в Исфахане и был «типичным членом новой грузинской новообращенной элиты».
Он был сыном Фарамарза Амилахвари, и его жены Тамары, правнучки царя Картли Луарсаба I Великого из рода Багратионов. Его сестра, Тамар Амилахвари, была любимой наложницей Сефевидского шаха Аббаса I (годы правления 1588—1629). Когда в 1624 году Аббас I выдал свою внучку замуж за правителя Картли Симон-хана II, жена Андукапара была спутницей невесты.
Андукапар и другой видный грузинский дворянин, Зураб, эристави Арагвский, развлекали гостей свадебного торжества по приказу сефевидско-грузинского офицера Мурав-бека (опального князя Георгия Саакадзе).
Примерно в то же время шах устроил брак Андукапара Амилахвари с дочерью Имам-Кули-хана из рода Ундиладзе, видного сефевидского военного и политического деятеля грузинского происхождения. По словам современного сефевидского историка Фазли Хузани, на момент женитьбы князю Андукапару было 22 года.
Прибыв в Картли, князь Андукапар Амилахвари был известен в грузинской среде как человек, ревностно отстаивающий интересы Сефевидской Персии. Он ещё больше расширил свои владения за счет соседних грузинских дворянских семей, разорил территорию вокруг Мцхеты.
В 1625/26 году Амилахори и его жена были схвачены восставшими грузинами и заключены в крепость Арша (или, как указывает хронист Искандер Мунши, в крепость Ананури), князем Зурабом, который был эриставом Арагви.
После поражения мятежников в битве при Марабде, Аббас I послал войско числом 12000 на высвобождение Андукапара из плена Зураба.
По словам Фазли Хузани, узнав об этом, князья отправили Андукапара, и его жену к родственникам Амилахвари, а также к родственникам Аллахверди-хана (отца Имам-Кули хана Ундиладзе).

## Смерть
Как пишет Вахушти Багратиони,
оттуда пришел в Тбилиси и, сидя вместе с крепостным воеводой в крепости Кала и намереваясь осуществить сказанное, споткнулся и навалился на окно, пробил его и упал в город, и умер.Вахушти Багратиони, история царства Грузинского
После гибели Андукапара противники истребили всю его семью.